# Lidia Broccolino
Lidia Broccolino (Chieti, 10 luglio 1958) è un'attrice italiana.

## Biografia
Ha frequentato l'Accademia nazionale d'arte drammatica e diversi seminari e laboratori, tra gli altri all'Actor's Studio, al National Theatre Studio di Londra e studiato con Augusto Boal e Shelley Winters. Nell'edizione del 1984 vinse il Nastro d'argento alla migliore attrice esordiente per il suo ruolo nel film Una gita scolastica di Pupi Avati.
Breve incontro è il suo primo cortometraggio di finzione e ha ottenuto l'Interesse Culturale Nazionale presso la commissione cinema del Ministero dei Beni Culturali nel 2004.

## Filmografia

### Cinema
- Fuori dal giorno, regia di Paolo Bologna (1982)
- Una gita scolastica, regia di Pupi Avati (1983)
- Giochi d'estate, regia di Bruno Cortini (1984)
- Festa di laurea, regia di Pupi Avati (1985)
- Diavolo in corpo, regia di Marco Bellocchio (1986)
- Caramelle da uno sconosciuto, regia di Franco Ferrini (1987)
- Giulia e Giulia, regia di Peter Del Monte (1987)
- I giorni randagi, regia di Filippo Ottoni (1988)
- Tourist Season!, regia di Jason Brandenberg (1989)
- La cintura, regia di Giuliana Gamba (1989)
- Perduta, regia di Andrea Marfori (1990)
- Fratelli e sorelle, regia di Pupi Avati (1991)
- Stefano Quantestorie, regia di Maurizio Nichetti (1993)
- Il grande cocomero, regia di Francesca Archibugi (1993)
- I fobici, regia di Giancarlo Scarchilli (1999)
- Mai + come prima, regia di Giacomo Campiotti (2005)

### Televisione
- La fuggidiva, regia di Monica Vitti (1983)
- ...e la vita continua - Miniserie TV Raiuno, regia di Dino Risi (1984)
- Facciaffittasi - Miniserie TV Raiuno, regia di José Maria Sanchez (1986)
- Diciottanni - Versilia 1966, regia di Enzo Tarquini – serie TV Raiuno (1988)
- Piazza Navona, epis. Cuore di ladro, regia di Ugo Fabrizio Giordani – serie TV (1988)
- Il giudice istruttore - serie TV in 4 episodi, regia di Florestano Vancini (1990)
- Il signore della truffa, regia di Luis Prieto, miniserie TV (2010)

## Teatro
- Alice nel paese delle meraviglie, diretto da Ugo Margio, presso il teatro Abaco di Roma
- L'ultima notte di Ifigenia, diretto da Ugo Margio, presso il teatro Abaco di Roma
- Il maestro e Margherita, diretto da Valentino Orfeo
- Dialoghi con Leucò, diretto da Aldo Trionfo
- Liolà, diretto da Bruno Cirino, presso il teatro Valle di Roma (1978)
- Viaggio a  Venezia, diretto da Renato Giordano
- Labirinti shakespeariani, diretto da Aldo Trionfo
- L'Aiglon, di Edmond Rostand, diretto da Giancarlo Nanni, con Manuela Kustermann (Benevento, 1981)
- Incantesimi e magie, diretto da Aldo Trionfo (Spoleto, 1982)
- Vita di Santa Chiara (protagonista) (Teatro di Montefalco, 1983)
- Sogno di una notte di mezza estate, diretto da Marco Bernardi (Teatro Stabile di Roma, 1983-'84)
- Quai West, di Bernard Marie Koltes, diretto da M. Cherif (Biennale di Venezia, 1984)
- Il guanto nero, di August Strindberg, diretto da C. Puglisi
- Il Ca, La Po, Il Cu, di Pietro Aretino, diretto da Marco Carniti

## Conduttrice
- Scoop! - Rubrica del TG2 a cura di Antonio Lubrano (1982-83)
- Clip graffiti di videomusica, Raitre, programma a cura di Massimo Andreoli (1986)